# Nagroda Króla Fajsala
Nagroda Króla Fajsala lub Międzynarodowa Nagroda Króla Fajsala – saudyjskie wyróżnienie ufundowane przez Fundację Króla Fajsala, założoną przez dzieci saudyjskiego władcy Fajsala ibn Abd al-Aziza Al Su’uda. Nagroda nadawana jest od 1979 roku początkowo w trzech, następnie w pięciu kategoriach. Do wyróżnienia mogą nominować organizacje muzułmańskie oraz środowiska naukowe, a także osoby już wcześniej uhonorowane tą nagrodą.

## Historia
Nagrodę pierwszy raz rozdano w 1979 roku, początkowo wręczana była w trzech dziedzinach: język i literatura arabska, służba islamowi oraz studia islamskie. W 1982 roku po raz pierwszy wręczono nagrodę w dziedzinie medycyny, a dwa lata później także w dziedzinie nauki.
Laureaci są ogłaszani zazwyczaj na początku roku, w ciągu trzech miesięcy odbywa się ceremonia wręczenia nagród. 

## Laureaci

### Język i literatura arabska[2]
| Rok  | Laureat                              | Państwo           |
| ---- | ------------------------------------ | ----------------- |
| 1979 | nie przyznano                        | nie przyznano     |
| 1980 | Ihsan Abbas                          | Palestyna         |
| 1980 | Abd al-Kadir al-Kitt                 | Egipt             |
| 1981 | Abd as-Salam Harun                   | Egipt             |
| 1982 | Nasir al-Din al-Asad                 | Jordania          |
| 1983 | Ahmad Szauki Dajf                    | Egipt             |
| 1984 | Mahmud Szakir                        | Egipt             |
| 1985 | nie przyznano                        | nie przyznano     |
| 1986 | Muhammad Bahdżat al-Asari            | Irak              |
| 1987 | nie przyznano                        | nie przyznano     |
| 1988 | Muhammad ibn Szarifa                 | Maroko            |
| 1989 | Mahmud Makki                         | Egipt             |
| 1990 | Szakir al-Fahham                     | Syria             |
| 1991 | Ali Abd al-Kadir as-Sikilli          | Maroko            |
| 1991 | Ahmad Nadżib                         | Egipt             |
| 1991 | Abd at-Tawwab Jusuf                  | Egipt             |
| 1992 | Muhammad Jusuf Nadżm                 | Liban             |
| 1992 | Abd al-Fattah Szukri Ajjad           | Egipt             |
| 1992 | Muhammad Mustafa Badawi              | Wielka Brytania   |
| 1993 | nie przyznano                        | nie przyznano     |
| 1994 | Wadad Afif Kadi                      | Stany Zjednoczone |
| 1994 | A’isza Abd ar-Rahman                 | Egipt             |
| 1995 | Salma al-Haffar al-Kuzbari           | Syria             |
| 1995 | Muhammad Abu al-Anwar Muhammad Ali   | Egipt             |
| 1995 | Hamdi Sajjid Ahmad as-Sakkut         | Egipt             |
| 1996 | Hamad ibn Muhammad al-Dżasir         | Arabia Saudyjska  |
| 1997 | nie przyznano                        | nie przyznano     |
| 1998 | nie przyznano                        | nie przyznano     |
| 1999 | Makarim Ahmad al-Ghamri              | Egipt             |
| 1999 | Sa’id Abd as-Salam Allusz            | Maroko            |
| 2000 | Izz ad-Din Isma’il                   | Egipt             |
| 2000 | Abd Allah at-Tajjib                  | Sudan             |
| 2001 | Mansur Ibrahim al-Hazimi             | Arabia Saudyjska  |
| 2001 | Ibrahim Abd ar-Rahim as-Sa’afin      | Jordania          |
| 2002 | Husni Mahmud Husajn                  | Jordania          |
| 2002 | Husam ad-Din al-Chatib               | Syria             |
| 2003 | nie przyznano                        | nie przyznano     |
| 2004 | Husajn Nassar                        | Egipt             |
| 2005 | nie przyznano                        | nie przyznano     |
| 2006 | Abd al-Kadir al-Fasi al-Fihri        | Maroko            |
| 2006 | Tammam Hassan Umar                   | Egipt             |
| 2007 | Mustafa Nasif                        | Egipt             |
| 2007 | Muhammad al-Umari                    | Maroko            |
| 2008 | Muhammad Raszad al-Hamzawi           | Tunezja           |
| 2008 | Ahmad Matlub an-Nasiri               | Irak              |
| 2009 | Abd al-Aziz ibn Nasir al-Mani        | Arabia Saudyjska  |
| 2010 | Ramzi Munir Balabakki                | Liban             |
| 2010 | Abd ar-Rahman al-Huwari Hadżdż Salih | Algieria          |
| 2011 | nie przyznano                        | nie przyznano     |
| 2012 | Nabil Ali Muhammad                   | Egipt             |
| 2012 | Ali Hilmi Ahmad Musa                 | Egipt             |
| 2013 | Akademia Języka Arabskiego w Kairze  | Egipt             |
| 2014 | Abd Allah Ibrahim                    | Irak              |
| 2015 | nie przyznano                        | nie przyznano     |
| 2016 | Muhammad Abd al-Mutalib Mustafa      | Egipt             |
| 2016 | Muhammad al-Ghazwani Miftah          | Maroko            |
| 2017 | Jordańska Akademia Języka Arabskiego | Jordania          |
| 2018 | Szukri al-Mabchut                    | Tunezja           |
| 2019 | Abd al-Ali Muhammad al-Wadghiri      | Maroko            |
| 2019 | Mahmud Fahmi Hidżazi                 | Egipt             |
| 2020 | Michael G. Carter                    | Australia         |
| 2021 | Muhammad Maszbal                     | Maroko            |
| 2022 | Suzanne Stetkevych                   | Stany Zjednoczone |
| 2022 | Muhsin Al-Musawi                     | Stany Zjednoczone |
| 2023 | Abd al-Fattah Kilitu                 | Maroko            |
| 2024 | nie przyznano                        | nie przyznano     |
| 2025 | nie przyznano                        | nie przyznano     |

### Medycyna[3]
| Rok  | Laureat                     | Państwo           |
| ---- | --------------------------- | ----------------- |
| 1982 | David Morley                | Stany Zjednoczone |
| 1983 | Wallace Peters              | Wielka Brytania   |
| 1984 | Michael Field               | Stany Zjednoczone |
| 1984 | William Greenough III       | Stany Zjednoczone |
| 1985 | Robert Palmer Beasley       | Stany Zjednoczone |
| 1985 | Mario Rizzetto              | Włochy            |
| 1986 | Lelio Orci                  | Włochy            |
| 1986 | Gian Franco Bottazzo        | Włochy            |
| 1986 | Albert Renold               | Stany Zjednoczone |
| 1987 | Barrie Russell Jones        | Stany Zjednoczone |
| 1988 | Melvin Greaves              | Wielka Brytania   |
| 1988 | Janet Rowley                | Stany Zjednoczone |
| 1989 | Luigi Mastroianni Jr.       | Stany Zjednoczone |
| 1989 | Robert Edwards              | Wielka Brytania   |
| 1990 | Anthony Butterworth         | Wielka Brytania   |
| 1990 | André Capron                | Francja           |
| 1991 | nie przyznano               | nie przyznano     |
| 1992 | Attillio Maseri             | Włochy            |
| 1993 | Françoise Barré-Sinoussi    | Francja           |
| 1993 | Jean-Claude Chermann        | Francja           |
| 1993 | Luc Montagnier              | Francja           |
| 1994 | Robert Williamson           | Wielka Brytania   |
| 1994 | William French Anderson     | Stany Zjednoczone |
| 1995 | Tak W. Mak                  | Kanada            |
| 1995 | Mark M. Davis               | Stany Zjednoczone |
| 1995 | Gregory P. Winter           | Wielka Brytania   |
| 1996 | Tetsuro Fujiwara            | Japonia           |
| 1996 | Bengt Robertson             | Szwecja           |
| 1997 | Konrad Bayreuther           | Niemcy            |
| 1997 | James Gusella               | Kanada            |
| 1997 | Colin Masters               | Australia         |
| 1998 | Robert Purcell              | Stany Zjednoczone |
| 1998 | John Gerin                  | Stany Zjednoczone |
| 1999 | Stephen Holgate             | Wielka Brytania   |
| 1999 | Patrick Holt                | Australia         |
| 2000 | Cynthia Jane Kenyon         | Stany Zjednoczone |
| 2001 | Norman E. Shumway           | Stany Zjednoczone |
| 2001 | Thomas Starzl               | Stany Zjednoczone |
| 2001 | Roy Calne                   | Wielka Brytania   |
| 2002 | Eugene Braunwald            | Stany Zjednoczone |
| 2002 | Finn Waagstein              | Dania             |
| 2003 | Umberto Veronesi            | Włochy            |
| 2003 | Axel Ullrich                | Niemcy            |
| 2004 | Ulrich Sigwart              | Szwajcaria        |
| 2005 | Richard Peto                | Stany Zjednoczone |
| 2005 | Richard Doll                | Wielka Brytania   |
| 2006 | Michael Gimbrone Jr.        | Stany Zjednoczone |
| 2007 | Fernand Labrie              | Kanada            |
| 2007 | Patrick Walsh               | Stany Zjednoczone |
| 2008 | Donald Trunkey              | Stany Zjednoczone |
| 2008 | Basil Pruitt Jr.            | Stany Zjednoczone |
| 2009 | Ronald Levy                 | Stany Zjednoczone |
| 2010 | Reinhold Ganz               | Niemcy            |
| 2010 | Johanne Martel-Pelletier    | Kanada            |
| 2010 | Jean-Pierre Pelletier       | Kanada            |
| 2011 | James A. Thomson            | Stany Zjednoczone |
| 2011 | Shin’ya Yamanaka            | Japonia           |
| 2012 | James Bussel                | Stany Zjednoczone |
| 2012 | Richard Berkowitz           | Stany Zjednoczone |
| 2013 | Jeffrey Friedman            | Stany Zjednoczone |
| 2013 | Douglas Coleman             | Stany Zjednoczone |
| 2014 | Yuk Ming Dennis Lo          | Chiny             |
| 2015 | Jeffrey Ivan Gordon         | Stany Zjednoczone |
| 2016 | Henri Brunner               | Holandia          |
| 2016 | Joris Veltman               | Holandia          |
| 2017 | Tadamitsu Kishimoto         | Japonia           |
| 2018 | James P. Allison            | Stany Zjednoczone |
| 2019 | Bjorn Reino Olsen           | Stany Zjednoczone |
| 2019 | Steven Teitelbaum           | Stany Zjednoczone |
| 2020 | Stuart Orkin                | Stany Zjednoczone |
| 2021 | Stephen Mark Strittmatter   | Stany Zjednoczone |
| 2021 | Robin James Milroy Franklin | Wielka Brytania   |
| 2022 | David Ruchien Liu           | Stany Zjednoczone |
| 2023 | Dan Hung Barouch            | Stany Zjednoczone |
| 2023 | Sarah Catherine Gilbert     | Wielka Brytania   |
| 2024 | Jerry Roy Mendell           | Stany Zjednoczone |
| 2025 | Michel Sadelain             | Kanada            |

### Nauka[4]
| Rok  | Laureat                        | Państwo           |
| ---- | ------------------------------ | ----------------- |
| 1983 | nie przyznano                  | nie przyznano     |
| 1984 | Gerd Binnig                    | RFN               |
| 1984 | Heinrich Rohrer                | Szwajcaria        |
| 1985 | nie przyznano                  | nie przyznano     |
| 1986 | Michael Berridge               | Wielka Brytania   |
| 1987 | Michael Atiyah                 | Wielka Brytania   |
| 1988 | Ricardo Miledi                 | Wielka Brytania   |
| 1988 | Pierre Chambon                 | Francja           |
| 1989 | Theodore Hanch                 | RFN               |
| 1989 | Ahmed Zewail                   | Stany Zjednoczone |
| 1990 | Raymond Lemieux                | Kanada            |
| 1990 | Mustafa Amr El-Sayed           | Stany Zjednoczone |
| 1990 | Frank Cotton                   | Stany Zjednoczone |
| 1991 | nie przyznano                  | nie przyznano     |
| 1992 | Sydney Brenner                 | Wielka Brytania   |
| 1993 | Steven Chu                     | Stany Zjednoczone |
| 1993 | Herbert Walther                | Niemcy            |
| 1994 | Dennis Sullivan                | Stany Zjednoczone |
| 1995 | Barry Sharpless                | Stany Zjednoczone |
| 1996 | James Rothman                  | Stany Zjednoczone |
| 1996 | Hugh Pelham                    | Wielka Brytania   |
| 1996 | Günter Blobel                  | Stany Zjednoczone |
| 1997 | Eric Allin Cornell             | Stany Zjednoczone |
| 1997 | Carl Wieman                    | Stany Zjednoczone |
| 1998 | Andrew Wiles                   | Wielka Brytania   |
| 1999 | Dieter Seebach                 | Niemcy            |
| 1999 | Ryōji Noyori                   | Japonia           |
| 2000 | John Craig Venter              | Stany Zjednoczone |
| 2000 | Edward Osborne Wilson          | Stany Zjednoczone |
| 2001 | Chen Ning Yang                 | Stany Zjednoczone |
| 2001 | Sajeev John                    | Kanada            |
| 2002 | Peter Shor                     | Stany Zjednoczone |
| 2002 | Jurij Manin                    | Rosja             |
| 2003 | Kōji Nakanishi                 | Japonia           |
| 2003 | Frederick Hawthorne            | Stany Zjednoczone |
| 2004 | Semir Zeki                     | Wielka Brytania   |
| 2005 | Federico Capasso               | Stany Zjednoczone |
| 2005 | Frank Wilczek                  | Stany Zjednoczone |
| 2005 | Anton Zeilinger                | Austria           |
| 2006 | Simon Kirwan Donaldson         | Wielka Brytania   |
| 2006 | Mudumbaj Narasimhan            | Indie             |
| 2007 | James Fraser Stoddart          | Wielka Brytania   |
| 2008 | Rudiger Wehner                 | Niemcy            |
| 2009 | Raszyd Siuniajew               | Rosja             |
| 2009 | Richard Friend                 | Wielka Brytania   |
| 2010 | Terence Chi-Shen Tao           | Stany Zjednoczone |
| 2010 | Enrico Bombieri                | Stany Zjednoczone |
| 2011 | Richard Zare                   | Stany Zjednoczone |
| 2011 | George Whitesides              | Stany Zjednoczone |
| 2012 | Alexander Varshavsky           | Stany Zjednoczone |
| 2013 | Ferenc Krausz                  | Węgry             |
| 2013 | Paul Corkum                    | Kanada            |
| 2014 | Gerd Faltings                  | Niemcy            |
| 2015 | Omar Mwannes Yaghi             | Stany Zjednoczone |
| 2015 | Michael Grätzel                | Szwajcaria        |
| 2016 | Vamsi Krishna Mootha           | Stany Zjednoczone |
| 2016 | Stephen Philip Jackson         | Wielka Brytania   |
| 2017 | Laurens Molenkamp              | Holandia          |
| 2017 | Daniel Loss                    | Szwajcaria        |
| 2018 | John Ball                      | Wielka Brytania   |
| 2019 | Allen Joseph Bard              | Stany Zjednoczone |
| 2019 | Jean Fréchet                   | Stany Zjednoczone |
| 2020 | Xiaodong Wang                  | Stany Zjednoczone |
| 2021 | Stuart Stephen Papworth Parkin | Stany Zjednoczone |
| 2022 | Nader Masmoudi                 | Tunezja           |
| 2022 | Martin Hairer                  | Wielka Brytania   |
| 2023 | Jackie Yi-Ru Ying              | Stany Zjednoczone |
| 2023 | Chad Alexander Mirkin          | Stany Zjednoczone |
| 2024 | Howard Yuan-Hao Chang          | Stany Zjednoczone |
| 2025 | Sumio Iijima                   | Japonia           |

### Służba islamowi[5]
| Rok  | Laureat                                                                 | Państwo                      |
| ---- | ----------------------------------------------------------------------- | ---------------------------- |
| 1979 | Abu al-Ala al-Maududi                                                   | Pakistan                     |
| 1980 | Mohammad Natsir                                                         | Indonezja                    |
| 1980 | Abul Hasan Ali Hasani Nadwi                                             | Indie                        |
| 1981 | Chalid ibn Abd al-Aziz Al Su’ud                                         | Arabia Saudyjska             |
| 1982 | Abd al-Aziz ibn Baz                                                     | Arabia Saudyjska             |
| 1983 | Tunku Abdul Rahman                                                      | Malezja                      |
| 1983 | Hasanajn Muhammad Machluf                                               | Egipt                        |
| 1984 | Fahd ibn Abd al-Aziz Al Su’ud                                           | Arabia Saudyjska             |
| 1985 | Abdurrab Rasul Sajjaf                                                   | Afganistan                   |
| 1986 | Roger Garaudy                                                           | Francja                      |
| 1986 | Ahmed Husein Deedat                                                     | Południowa Afryka            |
| 1987 | Abubakar Mahmud Gumi                                                    | Nigeria                      |
| 1988 | Ahmad Domocao Alonto                                                    | Filipiny                     |
| 1989 | Muhammad al-Ghazali as-Sakka                                            | Egipt                        |
| 1990 | Khurshid Ahmad                                                          | Pakistan                     |
| 1990 | Ali at-Tantawi                                                          | Arabia Saudyjska             |
| 1991 | Abd Allah Umar Nasif                                                    | Arabia Saudyjska             |
| 1992 | Hamid Algabid                                                           | Niger                        |
| 1993 | Alija Izetbegović                                                       | Bośnia i Hercegowina         |
| 1994 | Muhammad ibh Salih al-Usajmin                                           | Arabia Saudyjska             |
| 1995 | Dżad al-Hakk Ali Dżad al-Hakk                                           | Egipt                        |
| 1996 | Abd ar-Rahman Hammud as-Sumajt                                          | Kuwejt                       |
| 1997 | Mahathir bin Mohamad                                                    | Malezja                      |
| 1998 | Abdou Diouf                                                             | Senegal                      |
| 1999 | Dżuma al-Madżid Abd Allah                                               | Zjednoczone Emiraty Arabskie |
| 2000 | Al-Azhar                                                                | Egipt                        |
| 2001 | Wysoka Komisja Arabii Saudyjskiej ds. Pomocy Bośni i Hercegowinie       | Arabia Saudyjska             |
| 2002 | Sultan III ibn Muhammad al-Kasimi                                       | Zjednoczone Emiraty Arabskie |
| 2003 | Fundacja Sultana ibn Abd al-Aziza                                       | Arabia Saudyjska             |
| 2004 | Abd ar-Rahman Siwar az-Zahab                                            | Sudan                        |
| 2005 | Ahmad Muhammad Ali                                                      | Arabia Saudyjska             |
| 2005 | Fundacja Al-Haririego                                                   | Liban                        |
| 2006 | Jusuf ibn Dżasim ibn Muhammad al-Hidżdżi                                | Kuwejt                       |
| 2006 | Salih ibn Abd ar-Rahman al-Husajjin                                     | Arabia Saudyjska             |
| 2007 | Mintimer Szajmijew                                                      | Rosja                        |
| 2008 | Abd Allah ibn Abd al-Aziz Al Su’ud                                      | Arabia Saudyjska             |
| 2009 | Główne Towarzystwo Szariatu na rzecz Współpracy Uczonych Koranu i Sunny | Egipt                        |
| 2010 | Recep Tayyip Erdoğan                                                    | Turcja                       |
| 2011 | Abdullah Ahmad Badawi                                                   | Malezja                      |
| 2012 | Sulajman Abd al-Aziz ar-Radżihi                                         | Arabia Saudyjska             |
| 2013 | Ra’id Salah Mahadżina                                                   | Palestyna                    |
| 2014 | Ahmed Lemu                                                              | Nigeria                      |
| 2015 | Zakir Naik                                                              | Indie                        |
| 2016 | Salah Abd Allah ibn Humajd                                              | Arabia Saudyjska             |
| 2017 | Salman ibn Abd al-Aziz Al Su’ud                                         | Arabia Saudyjska             |
| 2018 | Irwandi Jaswir                                                          | Indonezja                    |
| 2019 | Międzynarodowy Uniwersytet Afryki                                       | Sudan                        |
| 2020 | Karta Mekki                                                             | Arabia Saudyjska             |
| 2021 | Muhammad ibn Abd ar-Rahman asz-Szarich                                  | Kuwejt                       |
| 2022 | Ali Hassan Mwinyi                                                       | Tanzania                     |
| 2022 | Hasan Mahmud asz-Szafi’i                                                | Egipt                        |
| 2023 | Nasir ibh Abd Allah                                                     | Zjednoczone Emiraty Arabskie |
| 2023 | Choi Young Kil-Hamed                                                    | Korea Południowa             |
| 2024 | Japońskie Stowarzyszenie Muzułmańskie                                   | Japonia                      |
| 2024 | Muhammad as-Sammak                                                      | Liban                        |
| 2025 | Sami Abd Allah al-Maghlus                                               | Arabia Saudyjska             |
| 2025 | Tebyan Quran                                                            | Arabia Saudyjska             |

### Studia islamskie[6]
| Rok  | Laureat                            | Państwo           |
| ---- | ---------------------------------- | ----------------- |
| 1979 | Fuat Sezgin                        | RFN               |
| 1980 | Muhammad Mustafa al-Azami          | Arabia Saudyjska  |
| 1981 | nie przyznano                      | nie przyznano     |
| 1982 | Muhammad Nejatullah Siddiqi        | Indie             |
| 1983 | Muhammad Udajma                    | Egipt             |
| 1984 | Mustafa az-Zarka                   | Syria             |
| 1985 | Muhammad Raszad Salim              | Arabia Saudyjska  |
| 1985 | Faruk Disuki                       | Egipt             |
| 1985 | Mustafa Muhammad Hilmi Sulajman    | Egipt             |
| 1986 | Abd al-Aziz ad-Duri                | Irak              |
| 1987 | nie przyznano                      | nie przyznano     |
| 1988 | Mikdat Yalçın                      | Turcja            |
| 1988 | Muhammad Kutb Szazili              | Egipt             |
| 1989 | Salih Ahmad al-Ali                 | Irak              |
| 1990 | As-Saddik ad-Darir                 | Sudan             |
| 1990 | Muhammad Umer Chapra               | Arabia Saudyjska  |
| 1991 | nie przyznano                      | nie przyznano     |
| 1992 | nie przyznano                      | nie przyznano     |
| 1993 | Hasan as-Sa’ati Abd al-Aziz        | Egipt             |
| 1994 | As-Sajjid Sabik at-Tihami          | Egipt             |
| 1994 | Jusuf al-Karadawi                  | Katar             |
| 1995 | nie przyznano                      | nie przyznano     |
| 1996 | Akram Dija al-Umari                | Irak              |
| 1997 | Abd al-Karim Zajdan                | Irak              |
| 1998 | Jahja Mahmud ibh Dżunajd           | Arabia Saudyjska  |
| 1998 | Abd as-Sattar al-Halwadżi          | Egipt             |
| 1999 | Muhammad Nasir ad-Din al-Albani    | Syria             |
| 2000 | Mohammad Muhar Ali                 | Bangladesz        |
| 2001 | nie przyznano                      | nie przyznano     |
| 2002 | nie przyznano                      | nie przyznano     |
| 2003 | Izz ad-Din Umar Musa               | Sudan             |
| 2003 | Ibrahim Abu Bakr Harakat           | Maroko            |
| 2004 | Jakub al-Bahusajn                  | Arabia Saudyjska  |
| 2004 | Ali Ahmad Nadvi                    | Indie             |
| 2005 | Carole Hillenbrand                 | Wielka Brytania   |
| 2006 | nie przyznano                      | nie przyznano     |
| 2007 | Roshdi Hifni Rashed                | Francja           |
| 2008 | nie przyznano                      | nie przyznano     |
| 2009 | Abd as-Salam asz-Szaddadi          | Maroko            |
| 2010 | nie przyznano                      | nie przyznano     |
| 2011 | Muhammad Adnan Bachit asz-Szajjab  | Jordania          |
| 2011 | Halil İbrahim İnalcık              | Turcja            |
| 2012 | Adnan Muhammad al-Wazzan           | Arabia Saudyjska  |
| 2013 | nie przyznano                      | nie przyznano     |
| 2014 | Abd al-Wahhab Abu Sulajman         | Arabia Saudyjska  |
| 2015 | Abd al-Aziz ibn Abd ar-Rahman Kaki | Arabia Saudyjska  |
| 2016 | Abd Allah ibn Jusuf al-Ghunajm     | Kuwejt            |
| 2017 | Ridwan al-Sajjid                   | Liban             |
| 2018 | Baszszar Awwad                     | Jordania          |
| 2019 | nie przyznano                      | nie przyznano     |
| 2020 | Muhammad Haszim Ghusza             | Jordania          |
| 2021 | nie przyznano                      | nie przyznano     |
| 2022 | nie przyznano                      | nie przyznano     |
| 2023 | Robert Hillenbrand                 | Wielka Brytania   |
| 2024 | Wael Hallaq                        | Stany Zjednoczone |
| 2025 | Sa’id Fajiz as-Sa’id               | Arabia Saudyjska  |
| 2025 | Sad Abd al-Aziz ar-Raszid          | Arabia Saudyjska  |